# Lippo Memmi

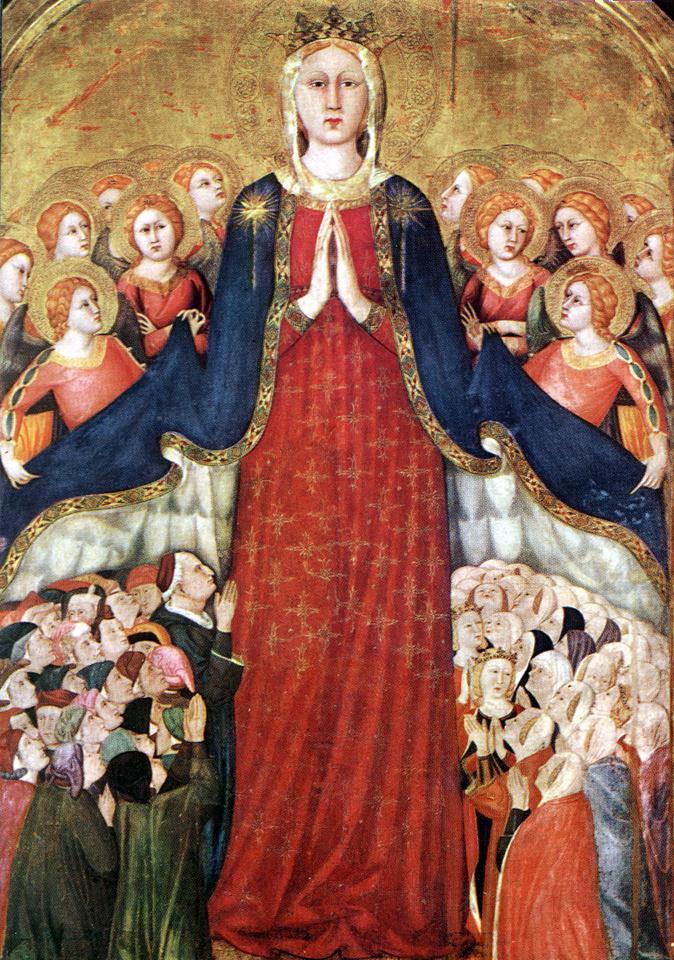
Lippo Memmi

Lippo Memmi (Siena, Itália, 1291 — Siena, 1356), ou  Filippo di Memmo, foi um pintor italiano de Siena. Foi o maior seguidor de Simone Martini, que era seu cunhado. 
Junto com Martini, em 1333, ele pintou uma das obras-primas do Gótico internacional, a Anunciação, para a igreja seienesa de Sant'Ansano (agora na Galeria Uffizi). Ele foi um dos artistas que trabalharam na Catedral de Orvieto, onde finalizou a Madonna dei Raccomandati. Mais tarde, segiu Martini para os Estados Pontifícios, em Avinhão, onde trabalhou até o meio do século XIV. 
Sua obra La Madonna della Febbre, localizada na Basílica de São Pedro, em Roma, foi a primeira imagem da Bem-Aventurada Virgem Maria coroada canônicamente por um Papa em 27 de maio de 1631. Ela é considerada milagrosa e está consagrada na capela da Sacristia do Santíssimo Sacramento.  

## Estilo
Com temas majoritariamente religiosos e frequentemente com detalhes em folha de ouro, as figuras representadas nas obras de Memmi aparecem de forma estática e frontal, modo de representação comum à época Duecento, dos quais um exemplo é o Guido da Siena. Quanto às características específicas de Lippo, é possível identificar os arranjos e composições sofisticadas,  rostos arredondados e olhos estreitos, sobrancelhas delicadas e narizes alongados.[carece de fontes?]
Seu estilo, em especial os rostos dos personagens, tem inspiração nas obras da arte bizantina medieval, não se tratando de uma inovação ou quebra no que já estava sendo feito. Seu trabalho foi descrito como menos severo e angular do que o de seus contemporâneos, em uma descrição do seu St. Agnes Panel (1300-50): "... Tem qualidades mais macias e o seu espírito é tranquilo. " . Ou seja, as expressões faciais das figuras de sua obra são sutis e leves.
Algo distintivo de sua obra são as auréolas estampadas em estanho com os raios em folha de ouro, técnica apreendida da observação do artista do funcionamento das estampas em tecido. Além disso, como é possível ver em Maddona e Criança (1350) que está no Metropolitan Museum of Art, Nova York e a Assunção de Maria (1340) que está no Alte Pinakotek, Munique.  O artista faz composições cuidadosamente detalhadas e complexas a partir de padrões e formas geométricas simples. Memmi também faz amplo uso do Sgraffito para detalhar as vestimentas.
Josepy Polzer criou o termo "Lippesco" para descrever um efeito visual observado em várias representações de Cristo e da Virgem. “O Menino Jesus sentado na imagem central, e especialmente sua cabeça, é ordenada de forma axial e frontalmente ... A cabeça em formato próximo ao esferóide e com uma grande testa dominante coroada por um redemoinho de cabelo também localizado centralmente”. Polzer usa a identificação dessas características para contestar a autoria de Simone Martini sobre as obras Madonna e o Menino e Coroação da Virgem na Gemäldegalerie, Berlim e confirmar que o verdadeiro autor era seu irmão, Lippo Memmi.

## Legado artístico
Diversas pesquisas revelaram que Memmi influenciou diversos artistas sianeses de sua época, na geração que se seguiu à peste negra em 1348. Ainda são feitas pesquisas sobre ele atualmente, que o consagram como um artista que também teve expressão pessoal e um estilo próprio além de ser um simples "Frattelo in Arte", ou ajudante, de sua irmã.
Nos anos 20 se iniciaram pesquisas que separaram a obra de Lippo das de Guido da Siena, além da descoberta de um artista identificado como Barna que também trabalhava sob a tutoria de Simone e junto com Lippo.
Heaton, sobre o painel de St Agnes “...um painel dotado de unidade de composição e características raramente encontradas nas obras de um artista que não possui uma personalidade mais independente e criativa do que normalmente se atribui a Lippo Memmi”.

### O ateliê de Memmi
Criado por seu pai, Memmo di Filippucci, o primeiro trabalho desenvolvido nele, San Gimignano Maestà, que está no Pallazo Comunale, foi desenvolvido pelos dois.  Em 1330 produziram os paineis de Orvieto Polptych.  O irmão de Lippo Frederigo Memmi também participou do ateliê até 1343. 

### Colaboração com Simone
A Anunciação, em 1333, na galeria Uffizi em Florença, é um painel assinado por Lippo e Simone. As auréolas, cenário em folha de ouro e as imagens de  St. Margaret e St. Ansanus  nas laterais presentes na obra confirmam a contribuição de Memmi. 

## Pinturas com folha de ouro
Quanto ao estilo, a característica mais marcante é a alternação entre as linhas longas e curtas, que representam a luz que emana das auréolas.  Isso é marcante na Anunciação, mas também é visível em obras ao longo de sua carreira, como a Virgem e o Menino em Nova York, a Virgem da Humildade em Berlim, e sua pequena Maesta no claustro de San Domenico em Siena. 
A técnica de Memmi para a utilização da folha de ouro e estanho é descrita como “uma perfeição rara raramente encontrada em outro lugar”. As perfurações intrincadas que compõem o detalhamento das peças permitiu aos historiadores reconhecerem a autoria de Lippo Memmi e dá uma ideia mais clara do seu lugar nas colaborações com Simone Martini. A execução das estampas douradas e auréolas raiadas é semelhante, mas mostram que os padrões maduros de dourado e de escriba de Lippo Memmi na San Gimignano Maestà de 1317 estão enraizados nos padrões mais simples e na linha menos desenvolvida que ele aplicou à Maestà de Martini de 1315 no Palazzo Público em Siena.  O retábulo de Monaldeschi em Orvieto de cerca de 1320 é uma das muitas obras que utiliza dessa técnica, e consiste em um “desenho de punção composto de um quadrifólio colocado em torno de uma roseta central”. 

## Obras
- Madonna Entronizada com o Menino e os Santos – Afrescos, Igreja de Sant'Agostino, San Gimignano
- Madonna Entronizada com o Menino, São Paulo e um Anjo – Afresco independente, 130 x 308 cm, Pinacoteca Nazionale, Siena
- Madonna Entronizada com o Menino e os Santos – painel assinado, Lindenau-Museum, Altenburg
- Madonna Entronizada com o Menino, Anjos e Santos (também conhecida como San Gimignano Maestà, 1317) - Afresco assinado, Palazzo del Popolo, San Gimignano
- Madonna com Criança e Doador – 56 x 24 cm, National Gallery of Art, Washington
- Políptico de San Paolo a Ripa d'Arno: painel lateral com Santa Maria Madalena, Musée du Petit Palais, Avignon
- Madonna com o Menino e os Santos – 34 x 25 cm, Museu Isabella Stewart Gardner, Boston
- Virgem da Misericórdia (Madonna dei Raccomandati, c. 1320) – Catedral de Orvieto Madonna com o Menino e os Santos Políptico – Igreja de San Niccolò, Casciana Alta
- Políptico desmontado para a igreja de San Francesco de Colle Val d'Elsa (c. 1330–1340) - Painéis em vários museus, incluindo a Gemäldegalerie de Berlim, a Galeria Nacional de Arte em Washington, o Musée du Louvre em Paris e o Museo Poldi Pezzoli em Milão
- Madonna com o Menino (Madonna do Povo, c. 1325–1330) – 78 x 51 cm, Santa Maria dei Servi, Siena
- Díptico assinado e datado (1333):
- Madonna e Criança – Gemäldegalerie, Berlim
- São João Batista – 44 x 21 cm, W.B. Coleção Golovin, Nova York
- Madonna com Criança – 50 x 39 cm, Museu de Arte Nelson-Atkins, Kansas City Blessing Redeemer – Local desconhecido, última menção em Turim em 1987
- Madonna com o Menino e Cristo Redentor – Painel, 149 x 57 cm, Pinacoteca Nazionale, Siena
- Madonna com o Menino (Madonna da Humildade) – 33 x 24 cm, Gemäldegalerie, Berlim
- São João Batista – 44 x 21 cm, W.B. Coleção Golovin, Nova York
- Madonna com Criança – 50 x 39 cm, Museu de Arte Nelson-Atkins, Kansas City Blessing Redeemer – Local desconhecido, última menção em Turim em 1987
- Madonna com o Menino e Cristo Redentor – Painel, 149 x 57 cm, Pinacoteca Nazionale, Siena Madonna com o Menino (Madonna da Humildade) – 33 x 24 cm, Gemäldegalerie, Berlim
- Madonna Entronizada com o Menino e o Doador (c. 1325–1330) – 78 x 51 cm, Museu Diocesano, Asciano Políptico dos Santos
- São João Batista – Lindenau-Museum, Altenburg
- São Pedro e São Paulo – Collezione Chiaramonte Bordonaro, Palermo São Tiago – Museu Nacional de San Matteo, Pisa Díptico desmontado (c. 1330–1340) Crucificação – 60 x 29 cm, Louvre, Paris
- Madonna com Criança, Anjos e Santos.
- João Batista e Francisco de Assis – 67 x 33 cm, The Metropolitan Museum of Art, Nova York Pináculo
- políptico com st. Antônio de Pádua – 41 x 19 cm, Coleção Frick, Nova York Apoteose de Santa Catarina – Convento de Santa Caterina, Pisa
- Triunfo de São Tomás de Aquino, (1323) Santa Caterina, Pisa
- Retábulo dos Cinco Santos (c. 1330) - 200 x 200 cm, Comissão Presidencial de Bom Governo (emprestado ao Museu UP Vargas, Cidade de Quezon)
- Histórias do Novo Testamento (c. 1338 – 1345) – Ciclo de afrescos, Collegiata di San Gimignano